# خوسيه مانويل رودريغيز أوريبس
خوسيه مانويل رودريغيز أوريبس (مواليد 1968) هو وزير الثقافة والرياضة في حكومة إسبانيا منذ عام 2020. عضو في المجلس التنفيذي الاتحادي لحزب العمال الاشتراكي الإسباني (PSOE)، وكان عضوًا في جمعية مدريد من 2019 إلى 2020.
شغل منصب مندوب الحكومة في مجتمع مدريد بين 2018 و 2019.

## سيرة شخصية
ولد في فالنسيا 9 أكتوبر 1968،  وحصل على شهادة جامعية في القانون من جامعة فالنسيا (UV)؛ كما حصل فيما بعد على درجة الدكتوراه في نفس المجال من جامعة تشارلز الثالث بمدريد (UC3M)، 
قرأ أطروحة في عام 1998 بعنوان Los discursos democrático y libero sobre la opinión pública (dos modelos، Rousseau y Constant) وأشرف عليها السياسي والقانوني جريجوريو بيسيس باربا .
عين مديرا عاما لدعم ضحايا الإرهاب في سبتمبر 2006. وشغل المنصب حتى ديسمبر 2011 ،  عندما أصبح ماريانو راخوي رئيسًا للوزراء.
انضم إلى المجلس التنفيذي الفيدرالي لحزب العمال الاشتراكي الإسباني (PSOE) بقيادة بيدرو سانشيز في يونيو 2017.
بعد تعيين سانشيز كرئيس للوزراء في يونيو 2018 ، اختير رودريغيز أوريبس ليحل محل كونسيبسيون دانكوسا على رأس وفد الحكومة في مجتمع مدريد. تمت المصادقة على تعيينه من خلال مرسوم ملكي في 18 يونيو ،  وأدى القسم يوم 25 يونيو. وبقي في منصبه حتى أبريل 2019 حيث تم إدراجه في المركز الثالث من قائمة PSOE للانتخابات الإقليمية Madrilenian لعام 2019 بقيادة أنجيل جابيلوندو .

انتخب عضوًا في الدورة الحادية عشرة للهيئة التشريعية الإقليمية ، وأصبح المتحدث باسم المجموعة البرلمانية الاشتراكية. عين وزيرا للثقافة والرياضة في حكومة سانشيز الثانية، وتولى منصبه في 13 يناير 2020.

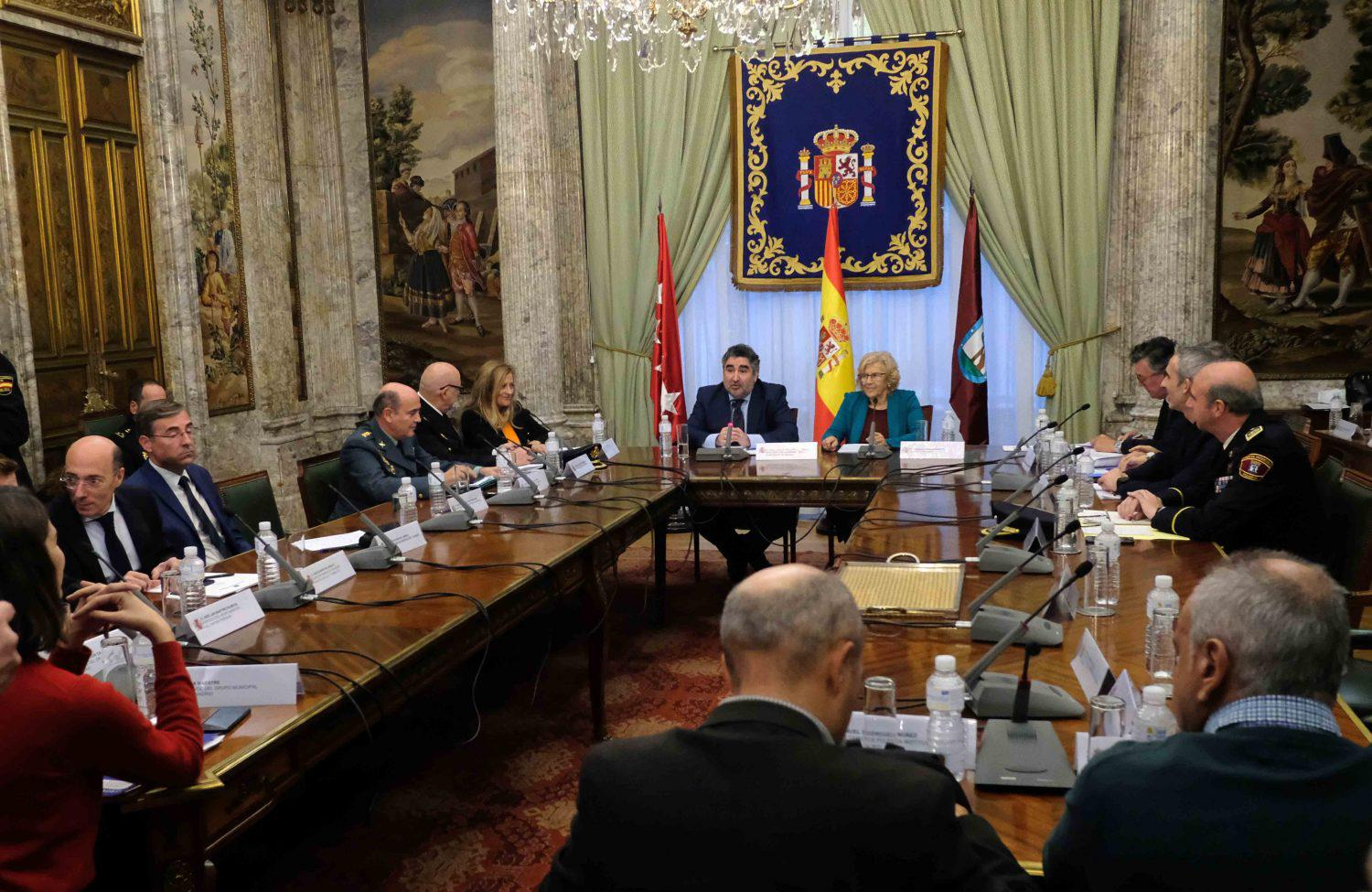
في نوفمبر 2018 ، خلال اجتماع في وفد الحكومة مع ممثل مجلس مدينة مدريد ، فيلق الشرطة الوطنية وفيلق شرطة بلدية مدريد.

## أعماله
- - — (1999). Sobre la democracia de Jean-Jacques Rousseau. Madrid.{{استشهاد بكتاب}}:  صيانة الاستشهاد: مكان بدون ناشر (link)
  - — (2002). Formalismo ético y constitucionalismo. Valencia: Tirant lo Blanch. [17]
  - — (2013). Las víctimas del terrorismo en España. Madrid: Dykinson.
  - — (2015). Gregorio Peces-Barba. Justicia y Derecho (La Utopía Posible). Madrid: Thomson Reuters. [18]
  - — (2017). Elogio de la laicidad. Hacia el Estado laico: la modernidad pendiente. Madrid: Dykinson.